# Drunella doddsii
Drunella doddsii är en dagsländeart som först beskrevs av James George Needham 1927.  Drunella doddsii ingår i släktet Drunella och familjen mossdagsländor. Inga underarter finns listade i Catalogue of Life.